# ماچانگ، شهرستان کینگ
ماچانگ، شهرستان کینگ - (به لاتین: Machang) یک شهرک در جمهوری خلق چین است که در شهرستان کینگ واقع شده‌است. ماچانگ ۹ متر بالاتر از سطح دریا واقع شده‌است.